# 伊卜里
伊卜里（阿拉伯语：‎）是阿曼扎希拉省最大的城市，位于扎希拉省北部，是北扎希拉地区的首府，距离阿曼第一大城市马斯喀特约300千米。伊卜里坐落在海拔359米以上，其绿洲闻名于它的油田比其他几乎任何地方都要多。伊卜里拥有着独特的考古遗址，譬如伊卜里城堡、蝙蝠墓地（Bat Necropolis）等。

## 天气

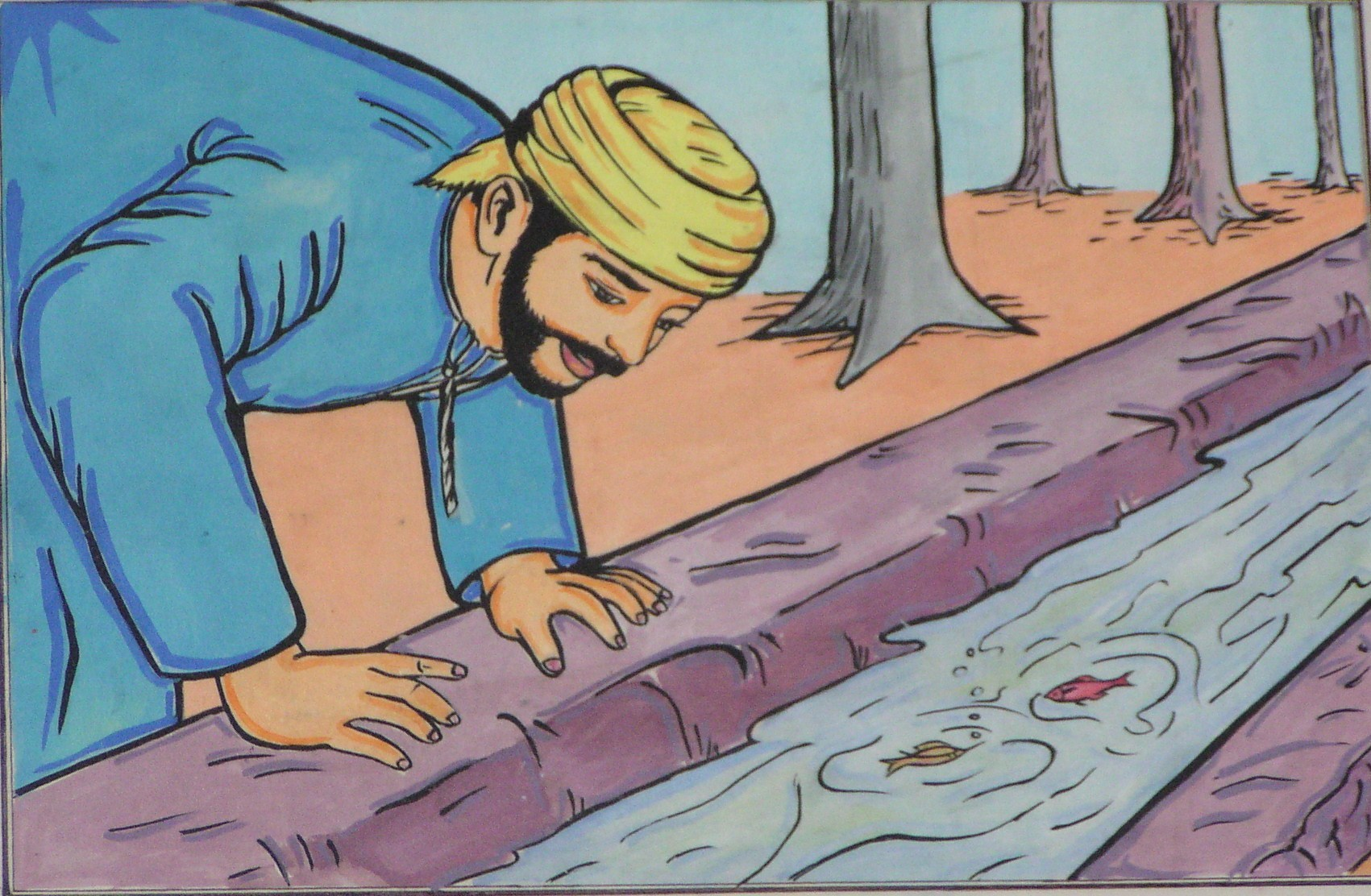
阿曼小水渠（Omani falaj）

伊卜里的气候偏向炎热、干燥。当地的夏天温度变化通常在32℃～52℃内。从12月到次年2月（即冬天），天气较为凉爽，温度会降低至10℃至20℃左右。

## 经济
在历史上，伊卜里以其贸易市场和盛产的水果而闻名
。

## 教育
伊卜里拥有两个学院，分别为伊卜里科技学院和伊卜里应用科学学院。

## 交通
有一条主要的高速公路（21号高速公路）途经伊卜里，连接到北部的边境城镇布赖米。

## 旅游
伊卜里拥有许多景点，包括苏拉衣夫城堡、阿斯瓦德城堡、伊卜里城堡和蝙蝠墓地。虽然景点数目不算少，但伊卜里可供游客休息的地方却很少，因此对于游客而言，选择在距离伊卜里约一小时车程的布赖米或尼兹瓦休息更好。

## 延伸阅读
- P. Yule–G. Weisgerber, The Metal Hoard from ʿIbrī/Selme, Sultanate of Oman. Präh. Bronzefunde XX.7, Stuttgart 2001, ISBN 3-515-07153-9
- P. Yule–G. Weisgerber, Al-Wāsiṭ Tomb W1 and other Sites, Materials for a Definition of the Second Half of the 2nd Millennium BCE, Der Anschnitt, Yule 2015, 25, ISBN 978-3-86757-009-1
- Magazine Article on Ibri
- 伊卜里科技学院（页面存档备份，存于）
- 伊卜里应用科学学院（页面存档备份，存于）